# Jig'al Alon
Jig'al Alon (hebrejsky יגאל אלון‎, rodným jménem Jig'al Pajcovič; 10. října 1918 – 29. února 1980) byl izraelský politik, velitel elitních úderných jednotek Palmach a generál Izraelských obranných sil. Byl jedním z vůdců strany Mapaj a Strany práce, poslancem Knesetu, ministrem izraelských vlád a po smrti Leviho Eškola se stal na měsíc prozatímním izraelským premiérem. Byl autorem mírové iniciativy, známé jako tzv. Alonův plán, která vznikla po dobytí arabských území Izraelem v šestidenní válce v roce 1967.

## Mládí
Narodil se v zemědělské osadě Kfar Tavor v Dolní Galileji v tehdejší Osmanské říši (dnešní Izrael). Jeho otec, který se podílel na založení osady, patřil mezi jedny z prvních sionistických průkopníků, kteří dorazili z carského Ruska v rámci první aliji v roce 1882. Studoval na Střední zemědělské škole Kadoorie, kterou absolvoval v roce 1937. V témže roce s mládežnickou skupinou založil kibuc Ginosar na severozápadním břehu Galilejského jezera.

## Vojenská kariéra

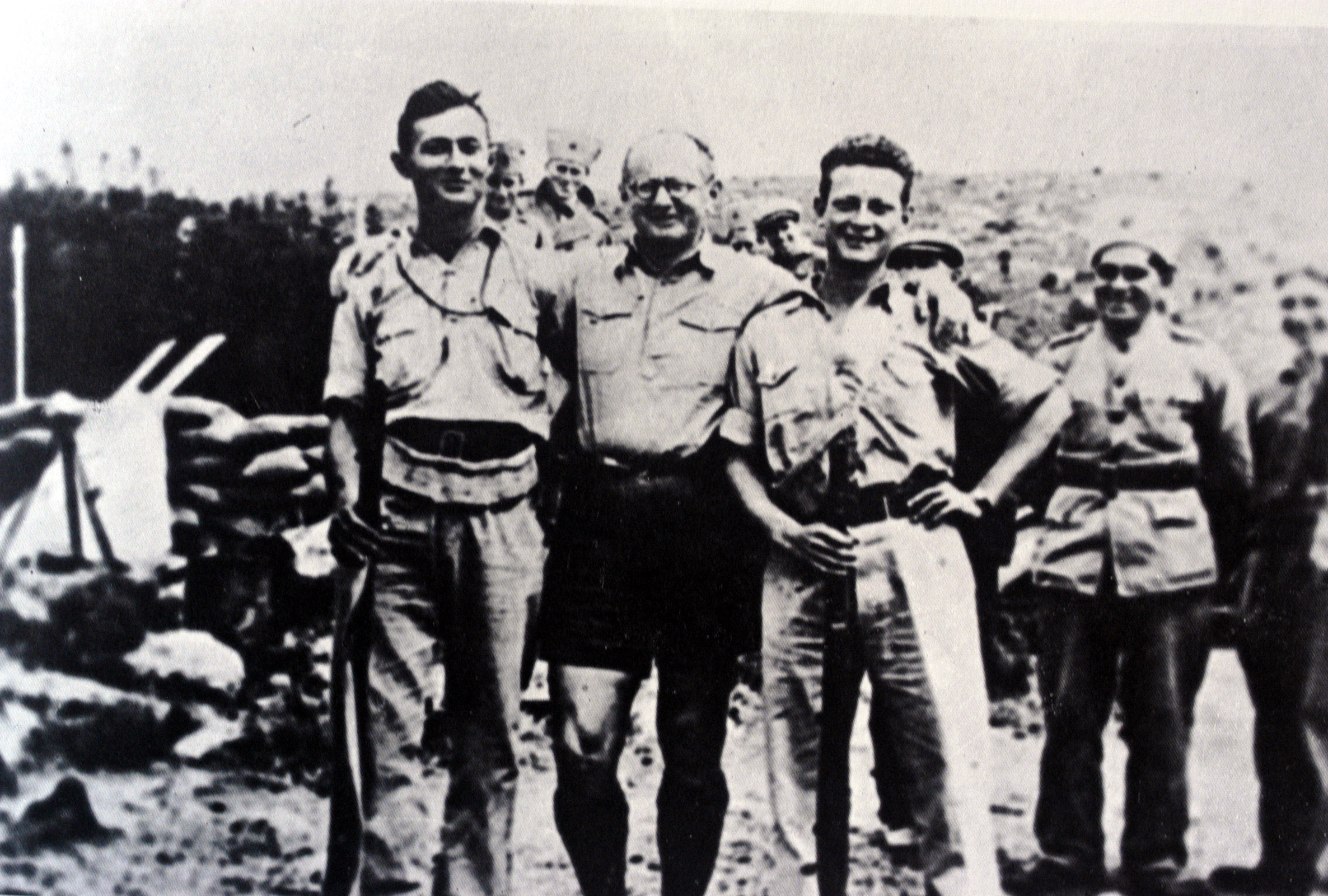
Dvacetiletý Alon (vpravo) společně s Jicchakem Sade (uprostřed) a Moše Dajanem v kibucu Chanita, 1938

Alon velel polní jednotce Hagany a posléze mobilní patrole v severní části mandátní Palestiny během arabského povstání v letech 1936 až 1939. V tomto období se zúčastnil řady operací Zvláštních nočních čet pod vedením Orde Wingata a H. E. N. Bredina. V roce 1941 se stal jedním ze zakládajících členů elitních úderných jednotek Palmach. V témže roce se zúčastnil britské invaze do Libanonu a Sýrie. V roce 1943 se stal zástupcem velitele Palmach a na tomto postu sloužil až do roku 1945, kdy se stal jejich velitelem. Z pozice velitele schválil v prosinci 1947 úder proti arabské vesnici al Khisas při libanonské hranici, při němž byly vyhozeny do povětří domy a zahynuly desítky civilistů.
Po vzniku Izraele v květnu 1948 mu jeho počáteční neochota začlenit Palmach do nově vzniklé izraelské armády vysloužila nevraživost ministerského předsedy Davida Ben Guriona. Když 11. června 1948 vyvrcholil konflikt mezi Ben Gurionem a Irgunem v otázce rozdělení zbraní, velel Alon jednotkám, které na Ben Gurionův rozkaz potopili loď Altalena, která vezla Irgunu zbraně z Evropy.
Během izraelské války za nezávislost Alon velel několika hlavním operacím na všech třech frontách, včetně operace Jiftach v Galileji, operace Danny v centrálním Izraeli či operacím Jo'av a Chorev v Negevské poušti. V rámci poslední zmíněné pronásledoval egyptské jednotky na Sinajský poloostrov, kde se mu podařilo zajmout řadu egyptských vojáků, včetně budoucího egyptského prezidenta Gamála Násira. Během války byl povýšen na generálmajora a působil ve funkci velitele Jeruzalémského sektoru.
Jakožto operační velitel Jižního velitelství byl zodpovědný za bezpečnost podél hranic s Egyptem a podél části hranic s Jordánskem. 4. června 1949 nařídil, že bude podél hranic vytyčena osmikilometrová vojenská zóna. Kdokoli by se v ní neoprávněně nacházel bude bez výslechu zastřelen.
V době své zahraniční cesty byl 25. října 1949 nahrazen na pozici velitele Jižního velitelství Moše Dajanem. Většina důstojníku štábu tohoto velitelství na protest rezignovala. V roce 1950 odešel z armády.

## Politická kariéra
Po odchodu z armády vstoupil do politiky a stal se jedním z prominentních vůdců strany Achdut ha-avoda, za níž byl ve volbách v roce 1955 zvolen poslancem Knesetu, kterým byl následně až do své smrti v roce 1980. Během svého působení v parlamentu byl členem ekonomického výboru, výboru pro ústavu, právo a spravedlnost, výboru pro sport a zahraničního a branně-bezpečnostního výboru.
V letech 1961 až 1967 zastával ve vládě post ministra práce. Ze své funkce pracoval na zlepšení státních úřadů práce, rozšiřování silniční sítě a bojoval za prosazení zákonů upravujících pracovní právo. V roce 1967 též působil ve skupině plánující šestidenní válku. V letech 1967 až 1969 působil byl místopředsedou vlády a ministrem pro absorpci přistěhovalců. Po smrti premiéra Leviho Eškola v únoru 1969 se stal dočasně prozatímním premiérem. Premiérský úřad zastával od 26. února 1969 do 17. března 1969, kdy se stala ministerskou předsedkyní Golda Meirová. V její vládě opět zastával post místopředsedy vlády a nově ministra školství a kultury, a to až do roku 1974. Během událostí tzv. černého září roku 1970 navrhoval podpořit jordánského krále Husajna v jeho konfliktu s Organizací pro osvobození Palestiny (OOP). V roce 1974 byl členem delegace, která vyjednávala dohodu o oddělení/odpoutání vojsk (Separation of Forces Agreement). V témže roce byl jmenován ministrem zahraničních věcí, kterým byl až do roku 1977. Krátce před svou smrtí byl v roce 1980 kandidátem ve volbě na post předsedy Strany práce, v níž vyzval k souboji stávajícího předsedu Šimona Perese.
Alon byl architektem tzv. Alonova plánu, podle kterého by Izrael ukončil okupaci Západního břehu po dohodě o rozdělení teritorií.
Zemřel 29. února 1980 ve věku 61 let v severoizraelské Afule. Je pohřben na břehu Galilejského jezera na hřbitově kibucu Ginosar.

## Památka
Po Alonovi nese jméno hlavní silnice na Západním břehu vedoucí severojižním směrem podél východního okraje Samařska a vojenské základna Michve Alon v Galileji. V roce 2005 byl v celostátní izraelské soutěži internetového deníku Ynetnews zvolen 65. největším Izraelcem všech dob.